# Liptena immaculata
Liptena immaculata är en fjärilsart som beskrevs av Karl Grünberg 1910. Liptena immaculata ingår i släktet Liptena och familjen juvelvingar. Inga underarter finns listade i Catalogue of Life.